# This Is It (концертная резиденция)
This Is It (с англ. — «Вот и всё») — несостоявшаяся концертная резиденция американского певца Майкла Джексона, которая должна была пройти с 13 июля 2009 года по 6 марта 2010 года на O2 Арене в Лондоне. Все концерты были отменены после смерти певца 25 июня 2009 года.
Джексон анонсировал резиденцию на пресс-конференции в O2 Арене 5 марта 2009 года. Первоначально речь шла о 10 концертах в июле того же года, однако большой спрос на билеты привёл к увеличению их количества до 50. Продажи билетов побили несколько рекордов, а продажи альбомов Джексона в преддверии резиденции возросли в несколько раз. Организацией концертов занималась компания AEG Live. По оценкам, прибыль певца от концертов могла бы составить 400 миллионов фунтов стерлингов, а общее количество зрителей — один миллион.
Репетиции проходили в Лос-Анджелесе. Во время подготовки к резиденции Джексон сотрудничал с такими деятелями, как модельер Кристиан Одигье, хореограф Кенни Ортега и культурист Лу Ферриньо. Кадры репетиций позже вошли в документальный концертный фильм «Майкл Джексон: Вот и всё», сопровождающийся альбомом-саундтреком. В июне 2009 года Allgood Entertainment подала в суд на Джексона на 40 миллионов долларов, утверждая, что он нарушил соглашение об эксклюзивности, согласившись на резиденцию This Is It; дело было прекращено в 2010 году. После смерти Джексона за несколько недель до начала резиденция была отменена.

## Предыстория
Майкл Джексон прекратил активную гастрольную деятельность после своего мирового турне HIStory World Tour, прошедшего в 1996—1997 годах. Тогда певец отыграл 82 концерта в 58 городах. HIStory стал самым крупным сольным туром Джексона, превзойдя Bad World Tour (1987—1989). В 2001 году вышел последний прижизненный студийный альбом Джексона, Invincible. Он не сыскал большого коммерческого успеха и получил смешанные отзывы критиков. А из-за конфликта певца с лейблом Sony Music альбом был лишён должной рекламной кампании, поэтому тур в его поддержку так и не состоялся. В 2003 году Джексон был арестован по обвинению в растлении малолетнего (ранее похожие обвинения уже выдвигались в 1993 году). В 2005 году, после 14-недельного судебного разбирательства, Джексон был оправдан. После этого он столкнулся с финансовыми проблемами, и был вынужден продать многие свои активы, в том числе роскошное ранчо «Неверленд». В последующие годы Джексон скрывался от глаз общественности. Он некоторое время прожил в Бахрейне, Франции и Ирландии, прежде чем вернуться на родину в США в декабре 2006 года. Тогда же стали ходить слухи о возможном возвращении певца на сцену.
Джексон начал обсуждать возможность такого шоу с исполнительным директором AEG Рэнди Филлипсом ещё в конце 2007 года. Тогда певец скептически относился к идее длительной серии концертов. Однако к следующему году передумал, и в 2008 году вновь встретился с Филлипсом.

## Анонс
2 марта 2009 года Джексон прилетел в Лондон и поселился в отеле «Лейнсборо». 5 марта он провёл в O2 Арене пресс-конференцию, на которой объявил о предстоящей резиденции This Is It. Поклонники со всего мира и 350 журналистов посетили пресс-конференцию. Телеканалы, в том числе BBC и CNN, уделили ей более часа эфирного времени. После вступления Дермота О'Лири, ведущего шоу The X Factor, на сцену под овации вышел Джексон. Он заявил: «Спасибо всем вам. Всё верно! Это будут мои последние концерты в Лондоне. Я говорю серьёзно, потому что...Я исполню песни, которые поклонники хотят услышать. Это последний поклон. Мы увидимся в июле и... Я люблю вас. Это правда, вы должны это знать. Я очень люблю вас, люблю всем сердцем. Это так! До встречи в июле».
Для продвижения резиденции на телеканале ITV London во время рекламного перерыва шоу «Танцы на льду» был показан трёхминутный ролик, смонтированный из фрагментов выступлений Джексона. Ролик посмотрели 11 миллионов человек, а его показ обошёлся в 1 миллион фунтов стерлингов. 8 марта на официальном сайте Майкла Джексона появилось его обращение: «Время пришло! Теперь я слышу и чувствую призыв быть частью музыки, которая объединяет всех в одно целое в радости и в боли, в любви, в работе и в жизни».
Рэнди Филлипс заявил, что первые 10 концертов принесут Джексону примерно 50 миллионов фунтов стерлингов. The Guardian охарактеризовала концерты как «удивительное возвращение для человека, которого в последние годы преследовали скандалы», добавив, что Джексон по-прежнему обладал «огромным коммерческим влиянием». The Evening Standard написала, что сделка стала «переворотом десятилетия в шоу-бизнесе» для AEG Live, в то время как The Independent отметила, что резиденция обеспечит Лондону «столь необходимый» экономический подъём. Эксперты предсказывали, что шоу принесут экономике Лондона около миллиарда фунтов стерлингов.

### Реакция
На следующий день после пресс-конференции 1,6 миллиона человек зарегистрировались на сайте Джексона, чтобы приобрести билеты. Спрос был настолько высок, что сайт неоднократно подвисал и падал. Билеты распродавались со скоростью 11 штук в секунду, 657 в минуту или почти 40 000 в час. Номинальная стоимость билета составляла от 50 до 75 фунтов стерлингов, у перекупщиков цена достигала тысячи фунтов, а на онлайн-аукционах — 10 тысяч фунтов. Продажи альбомов Джексона выросли более чем на 200 %.
Некоторые веб-сайты предлагали билеты, которые, по предупреждению Ассоциации вторичных билетных агентов, были поддельными. Продажа билетов началась 11 марта, и для удовлетворения высокого спроса было добавлено 40 дополнительных дат. В течение четырёх часов было продано 750 000 билетов. Вероника Шмидт из The Times сказала, что «Майкл Джексон сразил наповал своих критиков», в то время как организаторы провозгласили это «культурным феноменом». Джексон побил рекорд по количеству концертов, проведённых артистом на одной площадке, который был установлен Принсом, который провёл резиденцию 21 Nights in London: The Earth Tour на той же O2 Арене. Согласно сайту Джексона, были побиты или могли бы быть побиты следующие рекорды: «Самая большая аудитория, когда-либо видевшая артиста в одном городе», «Наибольшее количество людей, посетивших серию концертов на арене», «Самые быстрые продажи билетов в истории». Рэнди Филлипс признал, что Джексон мог бы распродать ещё больше концертов, но это противоречило бы другим карьерным планам.

## Подготовка

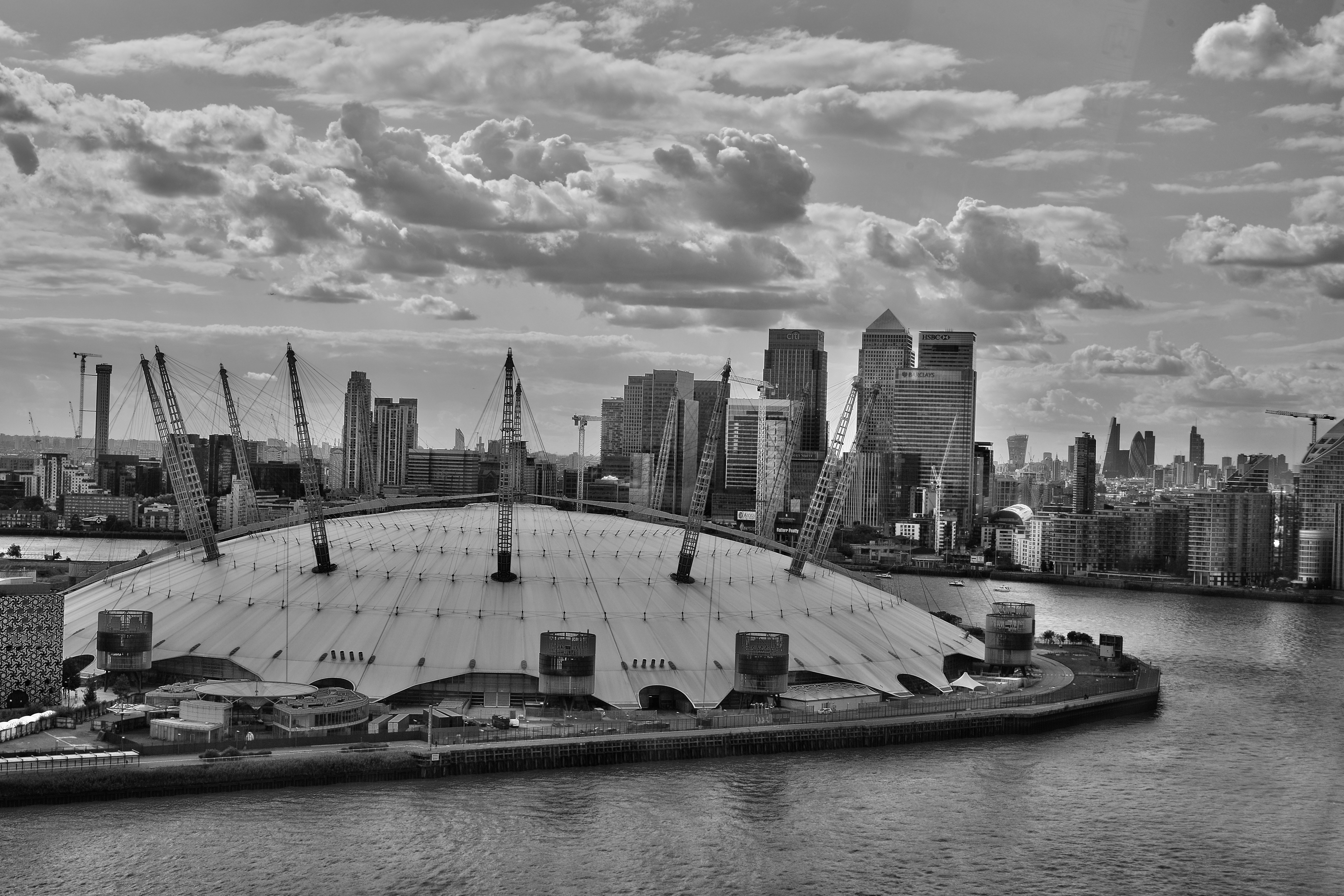
O2 Арена, где должна была пройти резиденция

Репетиции проходили в Лос-Анджелесе. Они начались на небольшой концертной площадке CenterStaging, затем команда перебралась в арену The Forum, после чего в Staples Center.
Каждый концерт должен был пройти на O2 Arena в Лондоне, вместимость которой составляет 23 000 человек. Нью-йоркский дизайнер Залди стал главным костюмером. Джей Ракел из La Crasia Gloves воссоздал культовую перчатку со стразами Джексона. Костюмы были инкрустированы 300 000 кристаллами Swarovski. В апреле 2009 года более 700 танцоров прошли прослушивание, в результате было отобрано 11 финалистов. Кенни Ортега, который ранее уже сотрудничал с Джексоном, должен был работать над общим дизайном и режиссурой концертов. Ортега сказал, что конечным продуктом был бы «театральный музыкальный опыт». По словам Рэнди Филлипса, на продюсирование концертов, которые включали бы 18—22 песни и 22 различных сета, должно было быть потрачено 20 миллионов долларов. Шоу включало бы воздушные танцы, похожие на номера Cirque du Soleil. Карла Ферриньо рассказала агентству Reuters, что её муж Лу помогал Джексону тренироваться перед выступлениями. Джексон и Ферриньо также ранее уже работали вместе.
20 мая было объявлено, что первый концерт будет перенесён на пять дней, на 13 июля, а три другие июльские даты будут перенесены на март 2010 года. AEG Live заявила, что задержка была необходима, поскольку требовалось больше времени для генеральных репетиций. Пересмотренное расписание предусматривало 27 концертов в период с 13 июля по 29 сентября 2009 года, за которыми последовал трёхмесячный перерыв, после чего резиденция продолжится в новом году ещё с 23 концертами в период с 7 января по 6 марта 2010 года. Даты концертов распределили так, чтобы давать Джексону время на отдых. Некоторые фанаты подали петицию об отмене решения AEG Live. В конце июня было выставлено на продажу несколько сотен мест на каждую из дат. Эти места были отложены до тех пор, пока не была разработана логистика.
Было высказано предположение, что после лондонских концертов Джексон, возможно, отправится в мировой тур, посетив Австралию, Европу, Индию, Китай, Гонконг и Японию, а затем и Северную Америку. Рэнди Филлипс рассказал LA Times, что Австралия была частью планов мирового турне Майкла Джексона.

## Судебные иски
В июне 2009 года концертный промоутер Allgood Entertainment, представленный Айрой Мейеровиц и Джоном Кекелеком из MJlawfirm, подал в суд на Джексона на 40 миллионов долларов. Он утверждал, что Джексон через своего менеджера Фрэнка Дилео согласился на сингл и концерт воссоединения за 30 миллионов долларов с The Jackson 5 и его сестрой Джанет Джексон. По словам промоутера, это контрактное соглашение не позволяло Джексону выступать в другом месте до концерта воссоединения и в течение трёх месяцев после него. Таким образом, согласие на резиденцию в O2 Арене было нарушением контракта с Allgood Entertainment. Компания заявила, что AEG Live знала о соглашении с Джексоном и использовала своё доминирующее положение в отрасли, чтобы принудить Джексона согласиться на This Is It. В августе 2010 года дело было прекращено, поскольку не было никаких доказательств наличия соглашения, никакие контракты подписаны не были.

## Отмена
25 июня 2009 года, за восемнадцать дней до первого запланированного выступления концертной резиденции This Is It, Майкл Джексон умер после остановки сердца, вызванной передозировкой пропофола и бензодиазепинов. Компания-промоутер концертов AEG Live столкнулась с обязательствами в размере до 300 миллионов фунтов стерлингов. O2 Арена заявила, что полный возврат средств за билеты будет доступен тем, кто приобрёл билеты через авторизованных агентов, и что у поклонников также будет возможность получить билеты в качестве сувениров вместо возврата денег. Фанаты, купившие билеты у частных продавцов, столкнулись с проблемами. eBay рекомендовал покупателям обращаться к продавцам за возвратом средств и заявил, что те, кто пользовался PayPal, могут получить возмещение, если покупка была совершена в течение последних 45 дней. Позже PayPal объявила, что все покупатели билетов получат полный возврат средств.

## Документальный фильм и альбом
После смерти Джексона AEG заявила, что у них осталось более «100 часов видеозаписей подготовки и репетиций к концертам». 10 августа 2009 года судья Верховного суда Лос-Анджелеса Митчелл Беклофф одобрил сделку между кинодистрибьютором Columbia Pictures и AEG Live о покупке и распространении видеозаписей репетиций Джексона для фильма «Майкл Джексон: Вот и всё». Согласно судебным документам, Columbia заплатила 60 миллионов долларов (35 миллионов фунтов стерлингов) за права на записи репетиций. В документах, поданных в суд, как сообщается, говорилось, что Фонд наследия Майкла Джексона получит 90 %, а AEG Live оставшиеся 10 % от выручки фильма. Режиссёром фильма выступил Кенни Ортега, который также был режиссером концертов. Фильм был составлен в основном из видеоматериалов, которые были сняты в качестве справочных материалов для обсуждения производства и никогда не предназначались для публичного показа. Фильм вышел в прокат 28 октября 2009 года.
К фильму также был выпущен альбом-саундтрек. Сборник под названием This Is It был выпущен 26 октября. На двухдисковом альбоме представлена музыка, «вдохновлённая одноимённым документальным фильмом». Об альбоме Sony заявила: «На первом диске будут представлены некоторые из самых больших хитов Майкла, расположенные в той же последовательности, в какой они появляются в фильме», и «диск заканчивается двумя версиями никогда не издававшейся песни  „This Is It“. [...] Эта песня звучит в заключительном эпизоде фильма и включает бэк-вокал братьев Майкла, и Элвина Чеа из Take 6». Sony добавила, что на втором диске будут представлены ранее не издававшиеся версии из «каталога хитов» Джексона, а также его стихотворение под названием «Планета Земля» и 36-страничный памятный буклет с «эксклюзивными фотографиями Майкла с его последней репетиции».

## Сет-лист
Представлен список песен, репетиции которых для резиденции вошли в документальный фильм «Майкл Джексон: Вот и всё» в порядке появления в нём.
1. «Light Man» (интерлюдия)
2. «Wanna Be Startin' Somethin'» (содержит акапеллу из песни «Speechless»)
3. «Jam» (содержит сэмпл из песни «Another Part of Me»)
4. «The Drill» (танцевальный номер; содержит сэмплы из песен «Bad», «Dangerous», и «Mind Is the Magic»)
5. «They Don't Care About Us» (содержит сэмплы из песен «HIStory», «She Drives Me Wild»  и «Why You Wanna Trip on Me»)
6. «Human Nature»
7. «Smooth Criminal» (предваряется 3D-видео виньеткой)
8. «The Way You Make Me Feel»
9. Попурри The Jackson 5:
  1. «I Want You Back»
  2. «The Love You Save»
  3. «I'll Be There»
10. «Shake Your Body (Down to the Ground)» (инструментальная интерлюдия)
11. «I Just Can't Stop Loving You» при участии Джудит Хилл[англ.]
12. «Thriller» (предваряется 3D-видео виньеткой; содержит сэмплы из композиций  «Ghosts — Underscore» и «Threatened»)
13. «Dirty Diana»
14. «Beat It»
15. «Who Is It» (инструментальная интерлюдия)
16. «Black or White»
17. «Earth Song» (начало содержит 3D-видео виньетку)
18. «Billie Jean»
19. «Man in the Mirror»
20. «MJ Air», завершение концерта

Ударник Джонатан Моффетт рассказывал, что в фильм не попала композиция «Dangerous» и попурри из песен «Don't Stop 'Til You Get Enough», «Off the Wall» «Rock with You», которые также репетировались для концертов. По словам Кенни Ортеги, на ряде концертов «Human Nature» должна была заменяться на «Stranger in Moscow». В сет-лист планировалось включить новую песню «Best of Joy», а на последних концертах предполагалось исполнить «River Ripple», тоже новую.

## Даты концертов

### Утверждённые даты
| Дата                  | Страна         | Город   | Площадка |
| Часть 1               | Часть 1        | Часть 1 | Часть 1  |
| --------------------- | -------------- | ------- | -------- |
| 13 июля 2009 года     | Великобритания | Лондон  | O2 Арена |
| 16 июля 2009 года     | Великобритания | Лондон  | O2 Арена |
| 18 июля 2009 года     | Великобритания | Лондон  | O2 Арена |
| 22 июля 2009 года     | Великобритания | Лондон  | O2 Арена |
| 24 июля 2009 года     | Великобритания | Лондон  | O2 Арена |
| 26 июля 2009 года     | Великобритания | Лондон  | O2 Арена |
| 28 июля 2009 года     | Великобритания | Лондон  | O2 Арена |
| 30 июля 2009 года     | Великобритания | Лондон  | O2 Арена |
| 1 августа 2009 года   | Великобритания | Лондон  | O2 Арена |
| 3 августа 2009 года   | Великобритания | Лондон  | O2 Арена |
| 10 августа 2009 года  | Великобритания | Лондон  | O2 Арена |
| 12 августа 2009 года  | Великобритания | Лондон  | O2 Арена |
| 17 августа 2009 года  | Великобритания | Лондон  | O2 Арена |
| 19 августа 2009 года  | Великобритания | Лондон  | O2 Арена |
| 24 августа 2009 года  | Великобритания | Лондон  | O2 Арена |
| 26 августа 2009 года  | Великобритания | Лондон  | O2 Арена |
| 28 августа 2009 года  | Великобритания | Лондон  | O2 Арена |
| 30 августа 2009 года  | Великобритания | Лондон  | O2 Арена |
| 1 сентября 2009 года  | Великобритания | Лондон  | O2 Арена |
| 3 сентября 2009 года  | Великобритания | Лондон  | O2 Арена |
| 6 сентября 2009 года  | Великобритания | Лондон  | O2 Арена |
| 8 сентября 2009 года  | Великобритания | Лондон  | O2 Арена |
| 10 сентября 2009 года | Великобритания | Лондон  | O2 Арена |
| 21 сентября 2009 года | Великобритания | Лондон  | O2 Арена |
| 23 сентября 2009 года | Великобритания | Лондон  | O2 Арена |
| 27 сентября 2009 года | Великобритания | Лондон  | O2 Арена |
| 29 сентября 2009 года | Великобритания | Лондон  | O2 Арена |
| Часть 2               |                |         |          |
| 7 января 2010 года    | Великобритания | Лондон  | O2 Арена |
| 9 января 2010 года    | Великобритания | Лондон  | O2 Арена |
| 12 января 2010 года   | Великобритания | Лондон  | O2 Арена |
| 14 января 2010 года   | Великобритания | Лондон  | O2 Арена |
| 16 января 2010 года   | Великобритания | Лондон  | O2 Арена |
| 18 января 2010 года   | Великобритания | Лондон  | O2 Арена |
| 23 января 2010 года   | Великобритания | Лондон  | O2 Арена |
| 25 января 2010 года   | Великобритания | Лондон  | O2 Арена |
| 27 января 2010 года   | Великобритания | Лондон  | O2 Арена |
| 29 января 2010 года   | Великобритания | Лондон  | O2 Арена |
| 1 февраля 2010 года   | Великобритания | Лондон  | O2 Арена |
| 3 февраля 2010 года   | Великобритания | Лондон  | O2 Арена |
| 8 февраля 2010 года   | Великобритания | Лондон  | O2 Арена |
| 10 февраля 2010 года  | Великобритания | Лондон  | O2 Арена |
| 12 февраля 2010 года  | Великобритания | Лондон  | O2 Арена |
| 16 февраля 2010 года  | Великобритания | Лондон  | O2 Арена |
| 18 февраля 2010 года  | Великобритания | Лондон  | O2 Арена |
| 20 февраля 2010 года  | Великобритания | Лондон  | O2 Арена |
| 22 февраля 2010 года  | Великобритания | Лондон  | O2 Арена |
| 24 февраля 2010 года  | Великобритания | Лондон  | O2 Арена |
| 1 марта 2010 года     | Великобритания | Лондон  | O2 Арена |
| 3 марта 2010 года     | Великобритания | Лондон  | O2 Арена |
| 6 марта 2010 года     | Великобритания | Лондон  | O2 Арена |

### Перенесённые концерты
| Первоначальная    | Финальная         | Страна         | Город  | Площадка |
| ----------------- | ----------------- | -------------- | ------ | -------- |
| 8 июля 2009 года  | 13 июля 2009 года | Великобритания | Лондон | O2 Арена |
| 10 июля 2009 года | 1 марта 2010 года | Великобритания | Лондон | O2 Арена |
| 12 июля 2009 года | 3 марта 2010 года | Великобритания | Лондон | O2 Арена |
| 14 июля 2009 года | 6 марта 2010 года | Великобритания | Лондон | O2 Арена |

## Персонал
| Музыканты - Майкл Джексон — вокал, художественный руководитель, хореограф - Орианти Панагарис — гитара - Томми Орган — гитара - Алекс Эл — бас-гитара - Джонатан Моффетт — ударные - Майкл Бирден — клавишные, музыкальный руководитель - Моррис Плежар — клавишные - Башири Джонсон — перкуссия - Дориан Холли — бэк-вокал, вокальный руководитель - Джудит Хилл — бэк-вокал - Дэррил Финнесси — бэк-вокал - Кен Стейси — бэк-вокал | Танцоры - Майкл Джексон - Дэниел Яо - Николас Басс - Дэниел Селебр (Da FunkyMystic) - Мекиа Кокс - Крис Грант - Миша Габриэль - Шеннон Хольцапффель - Девин Джеймисон - Чарльз Клапоу - Рикардо Рид - Даниэль Руэда Уоттс - Тайн Стеклейн - Тимор Стеффенс | Прочий персонал - Кенни Ортега — режиссёр - Алиф Сэнки — помощник режиссёра - Майкл Коттен — художник-постановщик - Майкл Карри — художник-постановщик - Трэвис Пейн — хореограф - Стейси Уокер — помощник хореографа - Тони Теста — помощник хореографа - Патрик Вудрофф — художник по свету - Хаким Халик — графический дизайнер - Дэвид Берналь — наставник по хореографии - Грегг Смит — кастинг-директор - Карен Фэй Хайнц — грим - Залди Гоко — художник по костюмам - Майкл Буш — художник по костюмам - Деннис Томпкинс — художник по костюмам - AEG Live — промоутер - Дэйв Полич — программирование синтезаторов |

## Комментарии
1. ↑  Часто ошибочно именуется концертным туром.
2. ↑  Концерты были перенесены для предоставления времени для репетиций[2].